# Anodonthyla montana
Anodonthyla montana là một loài ếch trong họ Nhái bầu. Nó là loài đặc hữu của Madagascar. Các môi trường sống tự nhiên của chúng là vùng cây bụi nhiệt đới hoặc cận nhiệt đới vùng đất cao, đồng cỏ ở cao nhiệt đới hoặc cận nhiệt đới, và vùng nhiều đá.